# Monique Adam
Pour les articles homonymes, voir Adam.
Monique Adam, née en 1949, est une poétesse, écrivaine, psychothérapeute et professeure québécoise.

## Biographie
Née en 1949 à Montréal, Monique Adam obtient un baccalauréat spécialisé en études littéraires de l'Université du Québec à Montréal en 1972. Elle poursuit ensuite ses études universitaires de deuxième cycle à l'Université de Montréal.
Pendant 29 ans, elle pratique la psychothérapie analytique, en plus d'enseigner la littérature au niveau collégial et ce, durant 35 ans,.
De 1984 à 1990, elle participe à des ateliers d'écriture donnés par l'écrivaine Esther Croft. Aux côtés de Monique Deland, elle œuvre comme écrivaine-conseil au programme de parrainage de l’Union des écrivaines et écrivains québécois (UNEQ). Ce travail inspirera plusieurs textes, publiés dans les revues Estuaire et Exit.
Selon la poétesse Rachel Leclerc, le premier recueil de poésie de l'artiste, Parures de la disgrâce, publié aux Éditions du Noroît en 2015, « possède certains défauts et certaines qualités des débutants, notamment la grande discrétion et le peu d’audace». Dans son second recueil, La terre retournée parle encore, publié en 2016, Monique Adam propose « un parcours de la douleur » grâce à « une poésie de la révolte, sinon de la revendication, confrontée aux dictatures et aux misères humaines». Sa dernière publication, La constellation du crabe, aborde les thèmes du deuil, de l'enfance et de la maladie.
Elle participe à de nombreuses lectures poétiques devant public, notamment aux Vendredis de la poésie TAP.
Elle vit à Québec, dans la région de Portneuf.

## Œuvres

### Poésie
- Parures de la disgrâce, Montréal, Éditions du Noroît, 2015, 62 p. (ISBN 9782890189133)
- La terre retournée parle encore, Montréal, Éditions du Noroît, 2016, 85 p. (ISBN 9782897660000)

- La constellation du crabe, Québec, Pleine Lune, 2022, 81 p. (ISBN 9782890245969)

### Collaborations
- Sara Dignard (dir.), Monique Adam et al., Ce qui existe entre nous : dialogues poétiques, Montréal, Les Éditions du Passage, 2018, 174 p. (ISBN 9782924397473)

## Prix et honneurs
- 2015 : en lice pour le Prix de poésie Radio-Canada[1]